# 明日を信じて…
『明日を信じて…』（あすをしんじて）は日本のシンガーソングライター・川嶋あいがストリート時代に手売りCDとして制作した5枚目のミニアルバム。

## 概要
前作「雪に咲く花のように…」から2ヶ月後に発売されたアルバム。全6枚のミニアルバムの中で唯一、一般販売されている。
後にリリースされたシングル「12個の季節〜4度目の春〜」の原曲「twelve seasons」などが収録されている。

## 収録曲
- 全作詞・作曲：川嶋あい

1. シャングリラ
2. 夢の扉
3. Ark
4. 夏を待ちわびて
5. twelve seasons
自身の卒業ソングである「12個の季節〜4度目の春〜」の原曲。路上ライヴを行っていた際に一番人気が高い楽曲であった。